# 小山聡子
小山 聡子（こやま さとこ、1976年 - ）は、日本宗教史学者。二松学舎大学教授。

## 略歴
茨城県生まれ。1998年筑波大学第二学群日本語・日本文化学類卒業。2003年同大学院博士課程歴史・人類学研究科修了、「護法童子信仰の研究」で博士（学術）。浜松医科大学医学部専任講師を経て、二松学舎大学文学部准教授、教授。中世社会における憑祈祷や親鸞について研究している。

## 著書
- 『護法童子信仰の研究』自照社出版、2003年
- 『親鸞の信仰と呪術 病気治療と臨終行儀』吉川弘文館、2013年、オンデマンド版　2024年　ISBN　9784642729130
- 『浄土真宗とは何か　親鸞の教えとその系譜』中公新書、2017年
- 『往生際の日本史　人はいかに死を迎えてきたのか』春秋社、2019
- 『もののけの日本史　死霊、幽霊、妖怪の1000年』中公新書、2020年

### 共編
- 『源平の時代を視る 二松學舎大学附属図書館所蔵奈良絵本『保元物語』『平治物語』を中心に』 二松學舎大学学術叢書、磯水絵、小井土守敏共編、思文閣出版、2014年、ISBN 978-4784217359
- 松本健太郎共編『幽霊の歴史文化学』思文閣出版（二松學舍大学学術叢書、2019年